# Caio Júnior
Caio Júnior (Cascavel, 8 maart 1965 - La Unión, 28 november 2016) was een Braziliaans voetballer die als aanvaller speelde.

## Carrière
Caio begon zijn carrière in 1985 bij Grêmio en speelde tussen 1987 en 1992 voor Vitória SC. In 1988 haalde de ploeg de finale van de Portugese voetbalbeker. Hij tekende in 1992 bij CF Estrela da Amadora. Caio speelde tussen 1994 en 1999 voor SC Internacional, CF Os Belenenses en Paraná Clube.